# 1719 au théâtre
| Années du théâtre : 1716 - 1717 - 1718 - 1719 - 1720 - 1721 - 1722    |
| Décennies du théâtre : 1680 - 1690 - 1700 - 1710 - 1720 - 1730 - 1740 |

## Événements
- Carlo Goldoni, envoyé à Rimini par son père, Giulio Goldoni, herboriste et médecin, pour y faire des études de médecine, abandonne cette voie, quitte le collège pour accompagner une troupe de comédiens ambulants et fugue brièvement avant de revenir à Venise dans sa famille.

## Pièces de théâtre publiées
- Marie-Anne Barbier : Le Faucon, comédie, Paris, veuve de P. Ribou, 47 p.
- 2 éditions de l'Œdipe de Voltaire paraissent à Paris : par Pierre Ribou, et Jacques Ribou fils, [VI]-134 p. ; par  Pierre Ribou, Pierre Huet, Jean Mazuel et Antoine-Urbain Coustelier, [VI]-131 p.

## Pièces de théâtre représentées
- 7 mars : Busiris, roi d'Ègypte (en), tragédie d'Edward Young, Londres, théâtre royal de Drury Lane.
- 21 novembre : Les avantures de la rue Quincampoix de Denis Carolet au théâtre-Italien.
- La Réconciliation normande de Charles Dufresny
- Le Dédit de Charles Dufresny
- Le Faucon de Marie-Anne Barbier
- Yoshitsune et le nouveau Takadachi, une pièce du théâtre de marionnettes japonais jōruri, de Ki no Kaion, à Hiraizumi.

## Naissances
- 24 avril : Giuseppe Baretti, érudit et dramaturge italien, traducteur des pièces de Pierre Corneille en italien, mort le 5 mai 1789.
- 17 mai : Michel-Jean Sedaine, dramaturge français, mort le 2 juin 1797.

## Décès
- 29 mai : Joseph de Jouvancy, prêtre jésuite français, pédagogue et historien, auteur de tragédies pour le théâtre jésuite, mort le 29 septembre 1643.
- 21 juillet : Niccolò Amenta, poète et dramaturge italien, né le 18 octobre 1659.
- 30 octobre : Louis Jobert, dramaturge français, né le 27 avril 1637.
- 19 novembre : Charles-Claude Genest, homme d'Église, poète et auteur dramatique français, né le 17 novembre 1639.
- 3 décembre : Élisabeth Françoise Clavel, dite Mademoiselle Fonpré, actrice française, sociétaire de la Comédie-Française, née en 1674.